# جغدان انباری
جغدان انباری (نام علمی: Tytonidae) نام یک تیره از راسته جغد است.